# Mário Casasanta
Mário Casasanta (Camanducaia, 15 de junho de 1898 – Belo Horizonte, 30 de março de 1963) foi um advogado e educador brasileiro. 

## Carreira
Filho de imigrantes italianos, formou-se em Farmácia em 1920 na cidade de Pouso Alegre. Logo após, entrou na Faculdade Livre de Direito de Minas Gerais (atual Faculdade de Direito da Universidade Federal de Minas Gerais), recebendo o grau de bacharel em 1925. Foi inspetor-geral da instrução pública de Minas Gerais nos anos de 1928 a 1931 e professor catedrático de português no Ginásio Mineiro, em 1936. Na Universidade de Minas Gerais, em 1938 foi professor de direito constitucional e reitor, além de ter trabalhado como diretor da Caixa Econômica Federal e secretário do Interior do governo de José de Magalhães Pinto.
Enquanto estava no cargo de inspetor-geral da Instrução Pública, durante o governo de Antônio Carlos Ribeiro de Andrada, juntamente com Francisco Campos, Mario Casasanta realizou importantes reformas no ensino público mineiro. Nessa ocasião, a Igreja Católica mineira manifestou-se contra os conteúdos ensinados na disciplina de psicologia nas escolas normais, contra a tendência positiva do professor contratado para ministrar essa disciplina, Dr. Iago Victoriano Pimentel, e contra os novos métodos de ensino em geral. Mas Mário interveio e sua ação conciliadora junto à Igreja e à sociedade possibilitou a aceitação da reforma e, especificamente, do ensino da psicologia científica para o professorado do Estado. Assim em 1932, Mário Casasanta foi um dos signatários do Manifesto dos Pioneiros da educação nova, apresentando críticas ao sistema educacional brasileiro então vigente e propostas para a reconstrução das instituições de ensino segundo os moldes do funcionalismo e da escola ativa.
Durante o governo de Abgar Renault, entre os anos de 1956 e 1958, Mário Casasanta esteve à frente da Secretaria da Educação e firmou o convênio entre e Estado de Minas Gerais e o governo norte-americano, resultando na instalação do Programa Brasileiro-Americano de Assistência ao Ensino Elementar (PABAEE) – nas dependências do Instituto de Educação, então sob a direção de Mário Casasanta. O programa tinha como objetivo possibilitar o desenvolvimento de atividades relacionadas à educação, dentre as quais o estudo da psicologia aplicada à educação, da orientação e da seleção profissional, visando a uma nova reforma do ensino público. A ideia era fazer Belo Horizonte reviver o clima de "capital pedagógica do Brasil", mas a pouca autonomia que lhe foi dada e o fato de discordar da abordagem dada às questões educacionais levaram-no a se desligar da direção do Instituto de Educação em 1959. Mais tarde, em parceria com Lucia Monteiro Casasanta dedicou-se ao estudo da linguagem da criança em fase escolar e a projetos de reconstrução da memória escolar no Brasil, publicando os resultados de suas pesquisas nos Boletins do CREPE.
Sobre ele, Afonso Arinos de Melo Franco, disse: "Seu preparo linguístico era amplo, seu gosto e informação literários aprimorados, sua ciência jurídica sólida e profunda."